# Vladimir Artemov
Vladimir Nikolaevich Artemov, em russo: Владимир Николаевич Артемов, (Vladimir, 7 de dezembro de 1964) foi um ginasta russo que competiu um provas de ginástica artística pela extinta União Soviética. 
Treinado por Viktor Firsov em Burevestnik, Artemov defendeu a equipe sênior soviética durante seis anos, nos quais conquistou um total de cinco medalhas olímpicas e treze mundiais. Apesar das vitórias, nunca disputou um Campeonato Europeu. Entre 1983 e 1989, o ginasta competiu em uma edição olímpica - os Jogos de Seoul -, na qual tornou-se pentamedalhista, com quatro conquistas individuais - entre elas o concurso geral. Em mundiais, foram quatro as participações, totalizando seis ouros. Por equipes, o atleta conquistou uma prata e o tricampeonato (1985 - 1987 - 1989). Em nacionais, foram duas vitórias e individual geral.
Um ano antes de se aposentar das competições, Artemov foi eleito um dos dez atletas do ano, na União Soviética. Em 1990, mudou-se para os Estados Unidos, onde a tua como treinador no Brown’s Gymnastics, em San Antonio, Texas.
Em 2006, fora introduzido no International Gymnastics Hall of Fame.